# Milton Barnes
Milton Barnes   (Toronto, 16 de desembre de 1931 - Toronto, 27 de febrer de 2001) va ser un compositor, director d'orquestra i bateria de jazz canadenc.
Associada al Canadian Music Center, la seva música es destaca pel seu ús freqüent de temes jueus, el seu rebuig a l'avantguarda a favor de la tonalitat i la seva barreja d'elements clàssics, jazz i pop. Alguns crítics han etiquetat la seva música com a "fusió eclèctica". Se li va encarregar escriure obres de Robert Aitken, Liona Boyd, Paul Brodie, la "Canadian Broadcasting Corporation", Erica Goodman, Joseph Macerollo, la Harbord Bakery, la New Chamber Orchestra del Canadà, la Federació d'Orquestres Simfòniques d'Ontario, John Perrone i Trio Lyra entre d'altres. Va romandre actiu com a compositor fins a la mort sobtada d'un atac de cor el 2001. És el pare del cantant / compositor Micah Barnes, el violoncel·lista Ariel Barnes i el bateria / productor Daniel Barnes.

## Biografia
Nascut a Toronto, Barnes va ingressar al Royal Conservatory of Music (RCM) el 1952, on va ser deixeble de Samuel Dolin (piano), Victor Feldbrill (direcció), Ernst Krenek (composició), Louis Boyd Neel (direcció), Walter Susskind (direcció)), i John Weinzweig (composició). Es va graduar de la RCM el 1955 i després va ingressar a l'Acadèmia de Música de Viena, on va obtenir un màster el 1961. També va passar els estius durant la dècada de 1950 estudiant a la "Chigiana School" de Siena, Itàlia i al "Tanglewood Music Center" de Lenox, Massachusetts.
Durant els anys seixanta i setanta, Barnes va ser molt actiu com a director d'orquestra a Amèrica del Nord, tant com a director convidat com en llocs de personal. Va fundar el Toronto Repertory Ensemble (TRE) el 1964, un grup que va encarregar i interpretar música canadenca contemporània sota el seu lideratge fins al 1973. Alguns dels concerts del TRE es van emetre a la ràdio i la televisió CBC. Del 1961 al 1963 va dirigir i compondre música per al "Crest Theatre de Toronto". El 1964 va ser nomenat director principal de lOrquestra Simfònica i el Cor de St Catharines (actual Orquestra Simfònica del Niàgara), càrrec que va ocupar fins al 1972. Al mateix temps, va exercir de director de l'Orquestra Filharmònica i del Cor de les Cascades del Niàgara, Nova York, de 1965-1973. També va dirigir i compondre música per al Toronto Dance Theatre del 1968 al 1973 i periòdicament va fer treballs similars per al "St. Lawrence Center for the Arts" durant els anys seixanta i setanta.
El 1973 Barnes va abandonar la seva feina com a director d'orquestra a favor de concentrar-se en la composició. A partir d'aquí només va dirigir representacions de les seves pròpies obres, sobretot per a tres emissions del programa Morningside de CBC Radio i per a diverses puntuacions de cinema i televisió per a CBC. La seva cantata Shir Hashirim de 1975 es va estrenar sota la seva batuta el juliol de 1999 a Toronto. La seva última composició completa, Songs of Arrival, es va estrenar a l'"Historic Old Toronto Summer Music Festival 2000".